# Tuffi ai campionati mondiali di nuoto 2024
Le competizioni di tuffi ai campionati mondiali di nuoto 2024 si sono svolte dal 2 al 10 febbraio 2024 presso l'Hamad Aquatic Centre di Doha, in Qatar.
Sono state disputate un totale di 13 gare: 5 maschili, 5 femminili e 3 miste.

## Calendario
| Data             | Ora (UTC+3) | Evento                                         |
| ---------------- | ----------- | ---------------------------------------------- |
| 2 febbraio 2024  | 10:00       | Eliminatorie trampolino 1 m femminile          |
| 2 febbraio 2024  | 15:00       | Finale squadra mista                           |
| 2 febbraio 2024  | 19:00       | Finale trampolino 1 m femminile                |
| 3 febbraio 2024  | 10:00       | Eliminatorie trampolino 1 m maschile           |
| 3 febbraio 2024  | 16:00       | Finale piattaforma 10 m sincro misti           |
| 3 febbraio 2024  | 19:00       | Finale trampolino 1 m maschile                 |
| 4 febbraio 2024  | 10:00       | Eliminatorie piattaforma 10 m sincro femminile |
| 4 febbraio 2024  | 15:30       | Finale trampolino 3 m sincro maschile          |
| 5 febbraio 2024  | 10:00       | Semifinale piattaforma 10 m femminile          |
| 5 febbraio 2024  | 18:30       | Finale piattaforma 10 m femminile              |
| 6 febbraio 2024  | 10:00       | Eliminatorie trampolino 3 m maschile           |
| 6 febbraio 2024  | 18:30       | Finale piattaforma 10 m sincro femminile       |
| 7 febbraio 2024  | 10:00       | Semifinale trampolino 3 m maschile             |
| 7 febbraio 2024  | 13:00       | Finale trampolino 3 m sincro femminile         |
| 7 febbraio 2024  | 18:30       | Finale trampolino 3 m maschile                 |
| 8 febbraio 2024  | 10:00       | Eliminatorie trampolino 3 m femminile          |
| 8 febbraio 2024  | 18:30       | Finale piattaforma 10 m sincro maschile        |
| 9 febbraio 2024  | 10:00       | Semifinale trampolino 3 m femminile            |
| 9 febbraio 2024  | 13:00       | Eliminatorie piattaforma 10 m maschile         |
| 9 febbraio 2024  | 18:30       | Finale trampolino 3 m femminile                |
| 10 febbraio 2024 | 10:00       | Semifinale piattaforma 10 m maschile           |
| 10 febbraio 2024 | 13:30       | Finale trampolino 3 m sincro misti             |
| 10 febbraio 2024 | 18:30       | Finale piattaforma 10 m maschile               |

## Podi

### Uomini
| Evento                      | Oro                           | Punteggio | Argento                                 | Punteggio | Bronzo                                | Punteggio |
| --------------------------- | ----------------------------- | --------- | --------------------------------------- | --------- | ------------------------------------- | --------- |
| Tuffi individuali           |                               |           |                                         |           |                                       |           |
| Trampolino 1 m (dettagli)   | Osmar Olvera                  | 431,75    | Li Shixin                               | 395,70    | Ross Haslam                           | 393,10    |
| Trampolino 3 m (dettagli)   | Wang Zongyuan                 | 538,70    | Xie Siyi                                | 516,10    | Osmar Olvera                          | 498,40    |
| Piattaforma 10 m (dettagli) | Yang Hao                      | 564,05    | Cao Yuan                                | 553,20    | Oleksij Sereda                        | 528,65    |
| Tuffi sincronizzati         |                               |           |                                         |           |                                       |           |
| Trampolino 3 m (dettagli)   | Cina Wang Zongyuan Long Daoyi | 442,41    | Italia Lorenzo Marsaglia Giovanni Tocci | 384,24    | Spagna Adrián Abadía Nicolás García   | 383,28    |
| Piattaforma 10 m (dettagli) | Cina Yang Hao Lian Junjie     | 470,76    | Gran Bretagna Tom Daley Noah Williams   | 422,57    | Ucraina Oleksii Sereda Kirill Boliukh | 406,47    |

### Donne
| Evento                      | Oro                          | Punteggio | Argento                                  | Punteggio | Bronzo                                               | Punteggio |
| --------------------------- | ---------------------------- | --------- | ---------------------------------------- | --------- | ---------------------------------------------------- | --------- |
| Tuffi individuali           |                              |           |                                          |           |                                                      |           |
| Trampolino 1 m (dettagli)   | Alysha Koloi                 | 260,50    | Grace Reid                               | 257,25    | Maha Eissa                                           | 257,15    |
| Trampolino 3 m (dettagli)   | Chang Yani                   | 354,75    | Chen Yiwen                               | 336,60    | Kim Su-ji                                            | 311,25    |
| Piattaforma 10 m (dettagli) | Quan Hongchan                | 436,25    | Chen Yuxi                                | 427,80    | Andrea Spendolini-Sirieix                            | 377,10    |
| Tuffi sincronizzati         |                              |           |                                          |           |                                                      |           |
| Trampolino 3 m (dettagli)   | Cina Chang Yani Chen Yiwen   | 323,43    | Australia Anabelle Smith Maddison Keeney | 300,45    | Gran Bretagna Scarlett Mew Jensen Yasmin Harper      | 281,70    |
| Piattaforma 10 m (dettagli) | Cina Chen Yuxi Quan Hongchan | 362,22    | Corea del Nord Kim Mi-rae Jo Jin-mi      | 320,70    | Gran Bretagna Lois Toulson Andrea Spendolini-Sirieix | 299,34    |

### Misto
| Evento                      | Oro                                                                                     | Punteggio | Argento                                                             | Punteggio | Bronzo                                                            | Punteggio |
| --------------------------- | --------------------------------------------------------------------------------------- | --------- | ------------------------------------------------------------------- | --------- | ----------------------------------------------------------------- | --------- |
| Tuffi sincronizzati         |                                                                                         |           |                                                                     |           |                                                                   |           |
| Trampolino 3 m (dettagli)   | Australia Maddison Keeney Domonic Bedggood                                              | 300,93    | Italia Chiara Pellacani Matteo Santoro                              | 287,49    | Corea del Sud Kim Su-ji Yi Jaeg-yeong                             | 285,03    |
| Piattaforma 10 m (dettagli) | Cina Huang Jianjie Zhang Jiaqi                                                          | 353,82    | Corea del Nord Jo Jin-mi Im Yong-myong                              | 303,96    | Messico Kevin Berlín Reyes Alejandra Estudillo                    | 296,13    |
| Squadra (dettagli)          | Gran Bretagna Tom Daley Scarlett Mew Jensen Daniel Goodfellow Andrea Spendolini-Sirieix | 489,65    | Messico Gabriela Agúndez Jahir Ocampo Randal Willars Aranza Vásquez | 412,80    | Australia Cassiel Rousseau Maddison Keeney Nikita Hains Li Shixin | 385,35    |

## Medagliere
| Pos.   | Paese          | Oro | Argento | Bronzo | Totale |
| ------ | -------------- | --- | ------- | ------ | ------ |
| 1      | Cina           | 9   | 4       | 0      | 13     |
| 2      | Australia      | 2   | 2       | 1      | 5      |
| 3      | Gran Bretagna  | 1   | 2       | 4      | 7      |
| 4      | Messico        | 1   | 1       | 2      | 4      |
| 5      | Italia         | 0   | 2       | 0      | 2      |
| 5      | Corea del Nord | 0   | 2       | 0      | 2      |
| 7      | Corea del Sud  | 0   | 0       | 2      | 2      |
| 7      | Ucraina        | 0   | 0       | 2      | 2      |
| 9      | Egitto         | 0   | 0       | 1      | 1      |
| 9      | Spagna         | 0   | 0       | 1      | 1      |
| Totale | Totale         | 13  | 13      | 13     | 39     |